# Alocén (Guadalajara)
Alocén ist ein Ort und eine Gemeinde (municipio) mit 155 Einwohnern (Stand: 2024) im Südwesten der Provinz Guadalajara in der Autonomen Gemeinschaft Kastilien-La Mancha. 

## Lage und Klima
Alocén liegt in einer Höhe von ca. 950 m in der Kulturlandschaft der Alcarria. Die Entfernung zur westnordwestlich gelegenen Provinzhauptstadt Guadalajara beträgt ca. 35 Kilometer (Fahrtstrecke). Im Osten der Gemeinde befindet sich der Entrepeñas-Stausee, der den Tajo aufstaut. Das Klima ist gemäßigt bis warm; Regen (578 mm/Jahr) fällt übers Jahr verteilt.

## Bevölkerungsentwicklung
| Jahr      | 1970 | 1981 | 1991 | 2001 | 2011 | 2021 |
| Einwohner | 105  | 126  | 138  | 162  | 151  | 162  |

## Sehenswürdigkeiten

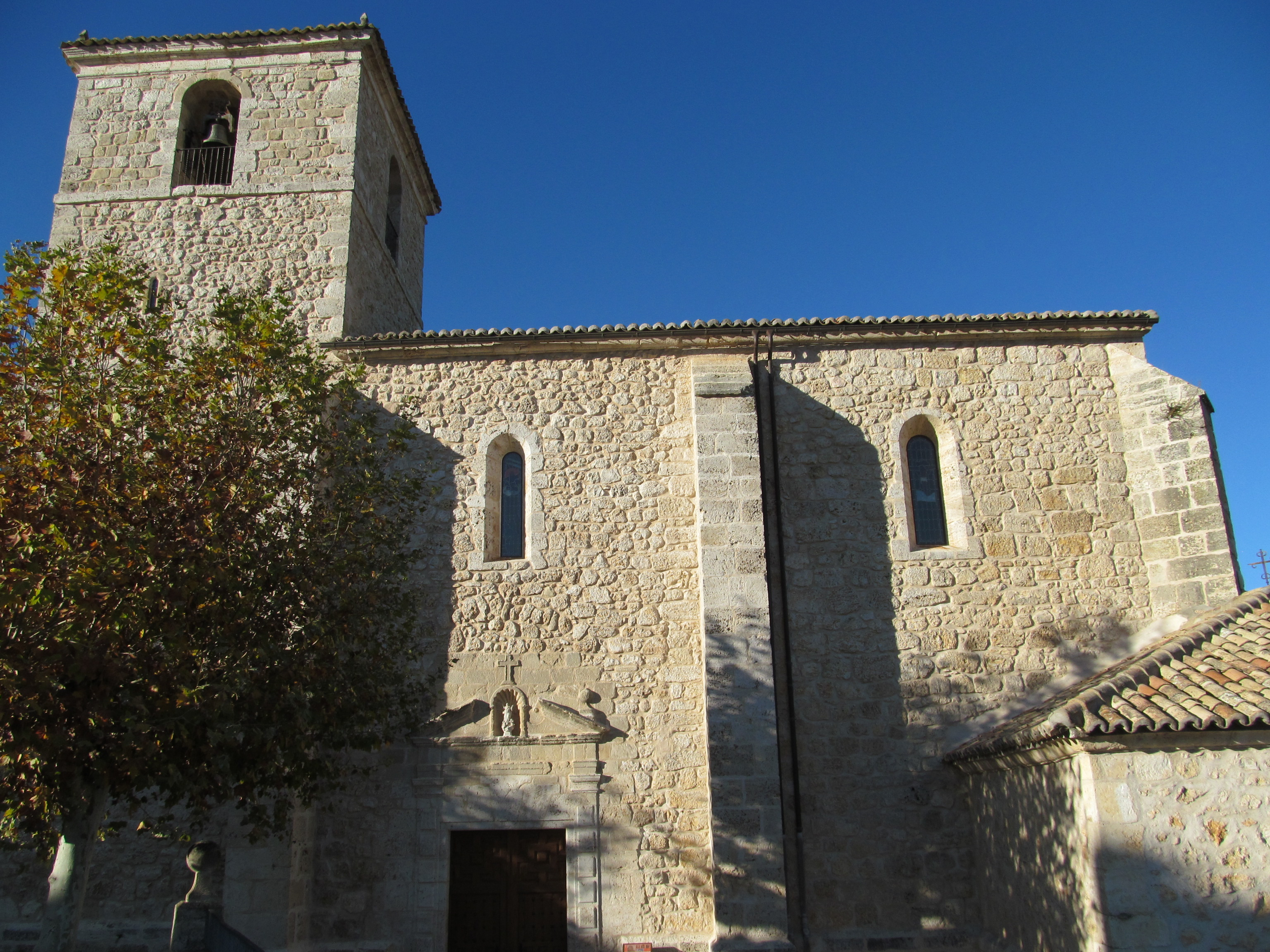
Kirche Mariä Himmelfahrt
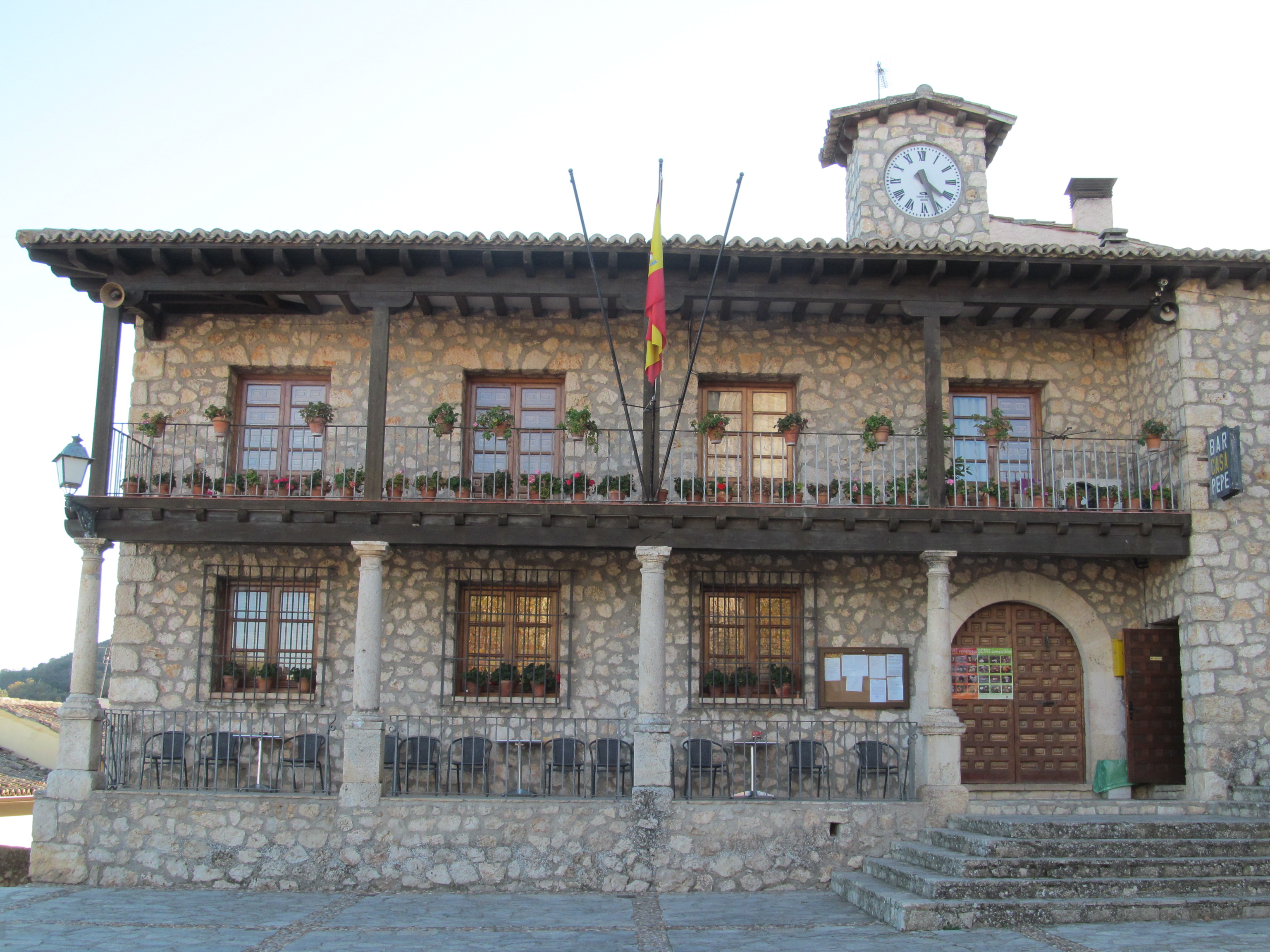
Rathaus

- Kirche Mariä Himmelfahrt
- Rathaus